# Parayoldiella kermadecensis
Parayoldiella kermadecensis is een tweekleppigensoort uit de familie van de Nuculanidae. De wetenschappelijke naam van de soort is voor het eerst geldig gepubliceerd in 1970 door Knudsen als Yoldia kermadecensi.